# Conrado II de Genebra
Conrado II de Genebra, irmão de Conrado I, e logo filho de Albino I de Genebra, nasceu depois de 930 e morreu em 974. 
Deve ter acedido a Conde de Genebra por volta de 963 até 974